# Président de la république du Paraguay
Le président de la république du Paraguay est élu au scrutin uninominal majoritaire à un tour pour un mandat de cinq ans non renouvelable. Chaque candidat se présente avec un colistier lui même candidat à la vice-présidence. Les candidats doivent être de nationalité paraguayenne, avoir au moins trente-cinq ans et être en pleine possession de leurs droits civiques.

## Élection
Le président de la république, tout comme le vice-président, est élu au suffrage universel lors d'élections générales. La majorité simple des voix suffit pour le déclarer vainqueur. Ces élections générales ont lieu 90 à 120 jours avant la fin de la législature.  
Le président et le vice-président prennent possession de leurs fonctions devant le Congrès national, prêtant serment ou promettant de remplir leurs fonctions constitutionnelles avec loyauté et patriotisme. Si, le jour fixé, le Congrès n'atteint pas le quorum requis pour se réunir, la cérémonie se déroule devant la Cour suprême de justice. 

## Liste
Le tableau suivant répertorie l'ensemble des personnes ayant occupé la fonction de président de la république du Paraguay depuis l'indépendance du pays, le 15 mai 1811 :
| Nom                                                                             | Début du mandat   | Fin du mandat     | Notes                                                        |
| ------------------------------------------------------------------------------- | ----------------- | ----------------- | ------------------------------------------------------------ |
| Fulgencio Yegros                                                                | 15 mai 1811       | 12 octobre 1813   | consul                                                       |
| José Gaspar Rodríguez de Francia                                                | 12 octobre 1813   | 12 février 1814   | consul                                                       |
| Fulgencio Yegros                                                                | 12 février 1814   | 12 juin 1814      | consul                                                       |
| José Gaspar Rodríguez de Francia                                                | 12 juin 1814      | 20 septembre 1840 | consul                                                       |
| Manuel Antonio Ortiz                                                            | 20 septembre 1840 | 22 janvier 1841   | consul                                                       |
| Juan José Medina                                                                | 22 janvier 1841   | 9 février 1841    | consul                                                       |
| Mariano Roque Alonzo                                                            | 9 février 1841    | 14 mars 1841      | consul                                                       |
| Mariano Roque Alonzo et Carlos Antonio López                                    | 14 mars 1841      | 13 mars 1844      | consul                                                       |
| Carlos Antonio López                                                            | 14 mars 1844      | 20 septembre 1862 | président de la République                                   |
| Francisco Solano López                                                          | 20 septembre 1862 | 1er mars 1870     | fils du précédent                                            |
| triumvirat : - Cirilo Antonio Rivarola, - Carlos Loizaga, - José Diaz de Bedoya | 1er mars 1870     | 10 décembre 1870  |                                                              |
| Cirilo Antonio Rivarola                                                         | 10 décembre 1870  | 12 décembre 1871  | démissionnaire                                               |
| Salvador Jovellanos                                                             | 12 décembre 1871  | 25 novembre 1874  |                                                              |
| Juan Bautista Gill                                                              | 25 novembre 1874  | 12 avril 1877     | assassiné en cours de mandat                                 |
| Higinio Uriate                                                                  | 12 avril 1877     | 25 novembre 1878  |                                                              |
| Cándido Bareiro                                                                 | 25 novembre 1878  | ? septembre 1880  | mort en cours de mandat                                      |
| Adolfo Saguier                                                                  | ? septembre 1880  | 25 novembre 1881  |                                                              |
| Bernardino Caballero                                                            | 25 novembre 1881  | 25 novembre 1886  |                                                              |
| Patricio Escobar                                                                | 25 novembre 1886  | 25 septembre 1890 |                                                              |
| Juan Gualberto González                                                         | 25 septembre 1890 | ? juin 1894       | déposé                                                       |
| Marcos Morínigo                                                                 | ? juin 1894       | 25 novembre 1894  |                                                              |
| Juan Bautista Egusquiza                                                         | 25 novembre 1894  | 25 novembre 1898  |                                                              |
| Emilio Aceval                                                                   | 25 novembre 1898  | 9 janvier 1902    | déposé                                                       |
| Hector Carvallo                                                                 | 9 janvier 1902    | 25 novembre 1902  | intérimaire                                                  |
| Juan Antonio Escurra                                                            | 25 novembre 1902  | 11 août 1904      | déposé                                                       |
| Juan Gaona                                                                      | 18 octobre 1904   | 8 décembre 1905   | intérimaire                                                  |
| Cecilio Báez                                                                    | 8 décembre 1905   | 25 novembre 1906  | intérimaire                                                  |
| Benigno Ferreira                                                                | 25 novembre 1906  | 4 juillet 1908    | destitué                                                     |
| Emiliano González Navero                                                        | 4 juillet 1908    | 25 novembre 1910  |                                                              |
| Manuel Gondra                                                                   | 25 novembre 1910  | 11 janvier 1911   | démissionnaire                                               |
| Albino Jara                                                                     | 19 janvier 1911   | 5 juillet 1911    | déposé                                                       |
| Liberato Marcial Rojas                                                          | 6 juillet 1911    | 31 décembre 1911  | démissionnaire                                               |
| Pedro Pena                                                                      | 1er janvier 1912  | 25 mars 1912      |                                                              |
| Emiliano González Navero                                                        | 25 mars 1912      | 15 août 1912      | intérimaire                                                  |
| Eduardo Schaerer (es)                                                           | 15 août 1912      | 15 août 1916      |                                                              |
| Manuel Franco                                                                   | 15 août 1916      | 5 juin 1919       | mort en fonction                                             |
| José Pedro Montero                                                              | 5 juin 1919       | 15 août 1920      |                                                              |
| Manuel Gondra                                                                   | 15 août 1920      | 31 octobre 1921   | démissionnaire                                               |
| Félix Paiva                                                                     | 31 octobre 1921   | 3 novembre 1921   | démissionnaire                                               |
| Eusebio Ayala                                                                   | 3 novembre 1921   | 1er avril 1923    | démissionnaire                                               |
| Eligio Ayala                                                                    | 1er avril 1923    | 12 avril 1924     | intérimaire                                                  |
| Luis Riart                                                                      | 12 avril 1924     | 15 août 1924      | intérimaire                                                  |
| Eligio Ayala                                                                    | 15 août 1924      | 15 août 1928      | destitué par un coup d'État                                  |
| José Patricio Guggiari                                                          | 15 août 1928      | 26 octobre 1931   | démissionnaire dans l'attente de son jugement par le Congrès |
| Emiliano González Navero                                                        | 26 octobre 1931   | 28 janvier 1932   | intérimaire                                                  |
| José Patricio Guggiari                                                          | 28 janvier 1932   | 15 août 1932      | restitué dans ses fonctions                                  |
| Eusebio Ayala                                                                   | 15 août 1932      | 18 février 1936   | renversé par un coup d'État                                  |
| Rafael Franco                                                                   | 18 février 1936   | 15 août 1937      | renversé par un coup d'État                                  |
| Félix Paiva                                                                     | 15 août 1937      | 15 août 1939      | intérimaire                                                  |
| José Félix Estigarribia                                                         | 15 août 1939      | 7 septembre 1940  | mort dans un accident d'avion                                |
| Higinio Morínigo Martínez                                                       | 7 septembre 1940  | 3 juin 1948       | déposé                                                       |
| Juan Manuel Frutos                                                              | 3 juin 1948       | 15 août 1948      | intérimaire                                                  |
| Juan Natalicio González                                                         | 15 août 1948      | 30 décembre 1948  | renversé par un coup d'État                                  |
| Raimundo Rolón                                                                  | 30 janvier 1949   | 27 février 1949   |                                                              |
| Felipe Molas López                                                              | 27 février 1949   | 10 septembre 1949 | déposé                                                       |
| Federico Chaves                                                                 | 10 septembre 1949 | 5 mai 1954        | renversé par un coup d'État                                  |
| Tomás Romero Pereira                                                            | 5 mai 1954        | 15 août 1954      | intérimaire                                                  |
| Alfredo Stroessner                                                              | 15 août 1954      | 3 février 1989    | renversé par un coup d'État                                  |
| Andrés Rodríguez Pedotti                                                        | 3 février 1989    | 15 août 1993      |                                                              |
| Juan Carlos Wasmosy                                                             | 15 août 1993      | 15 août 1998      |                                                              |
| Raúl Cubas Grau                                                                 | 15 août 1998      | 29 mars 1999      | démissionnaire                                               |
| Luis Angel Gonzalez Macchi                                                      | 30 mars 1999      | 15 août 2003      |                                                              |
| Nicanor Duarte Frutos                                                           | 15 août 2003      | 15 août 2008      |                                                              |
| Fernando Lugo                                                                   | 15 août 2008      | 22 juin 2012      | destitution par le Sénat                                     |
| Federico Franco                                                                 | 22 juin 2012      | 15 août 2013      | n'est pas reconnu par l'Union des nations sud-américaines    |
| Horacio Cartes                                                                  | 15 août 2013      | 15 août 2018      |                                                              |
| Mario Abdo                                                                      | 15 août 2018      | 15 août 2023      |                                                              |
| Santiago Peña                                                                   | 15 août 2023      | en fonction       |                                                              |